# Amtsgericht Meißen

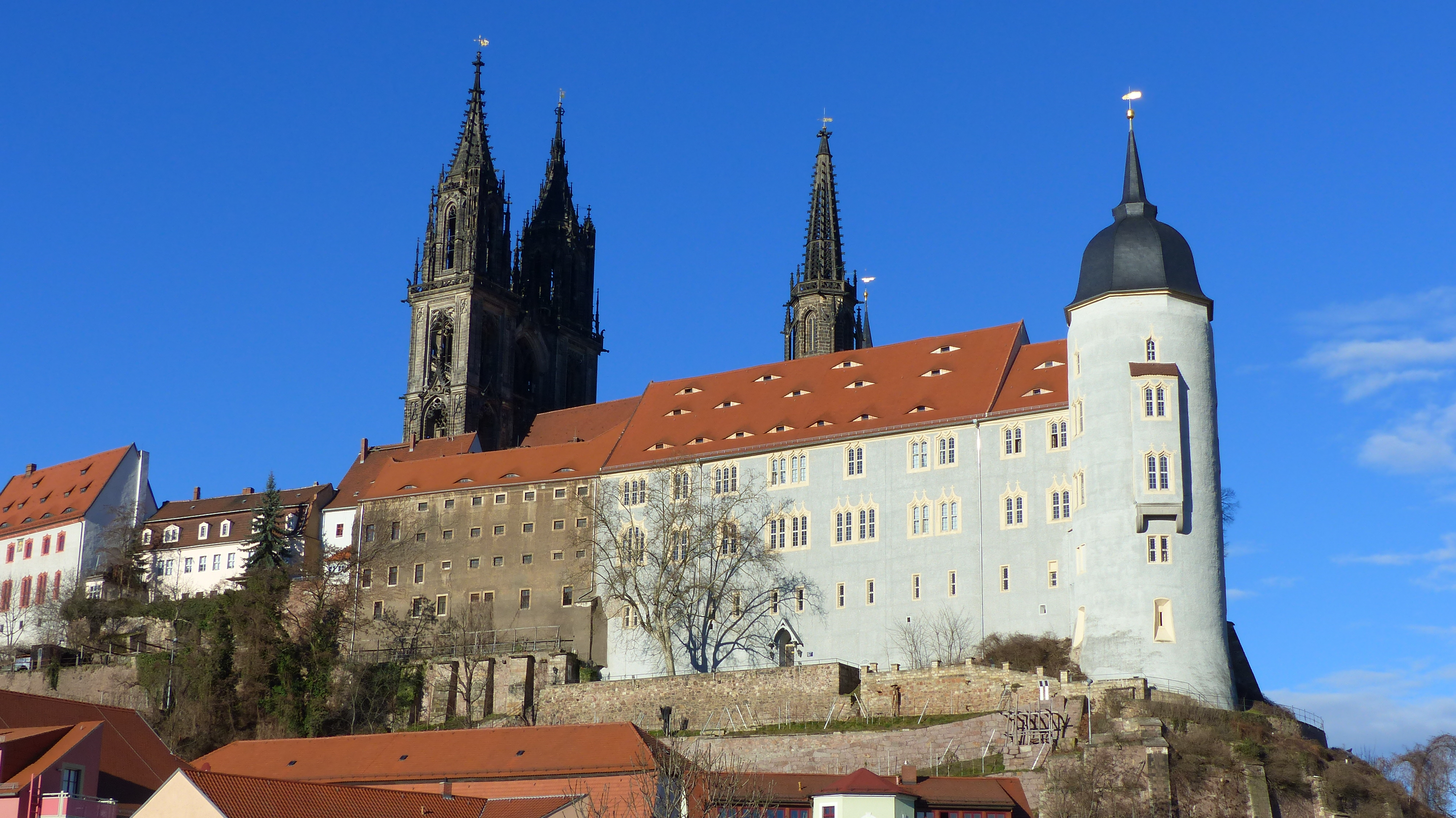
Gebäude des Amtsgerichts Meißen (Ansicht von Süden), 2015

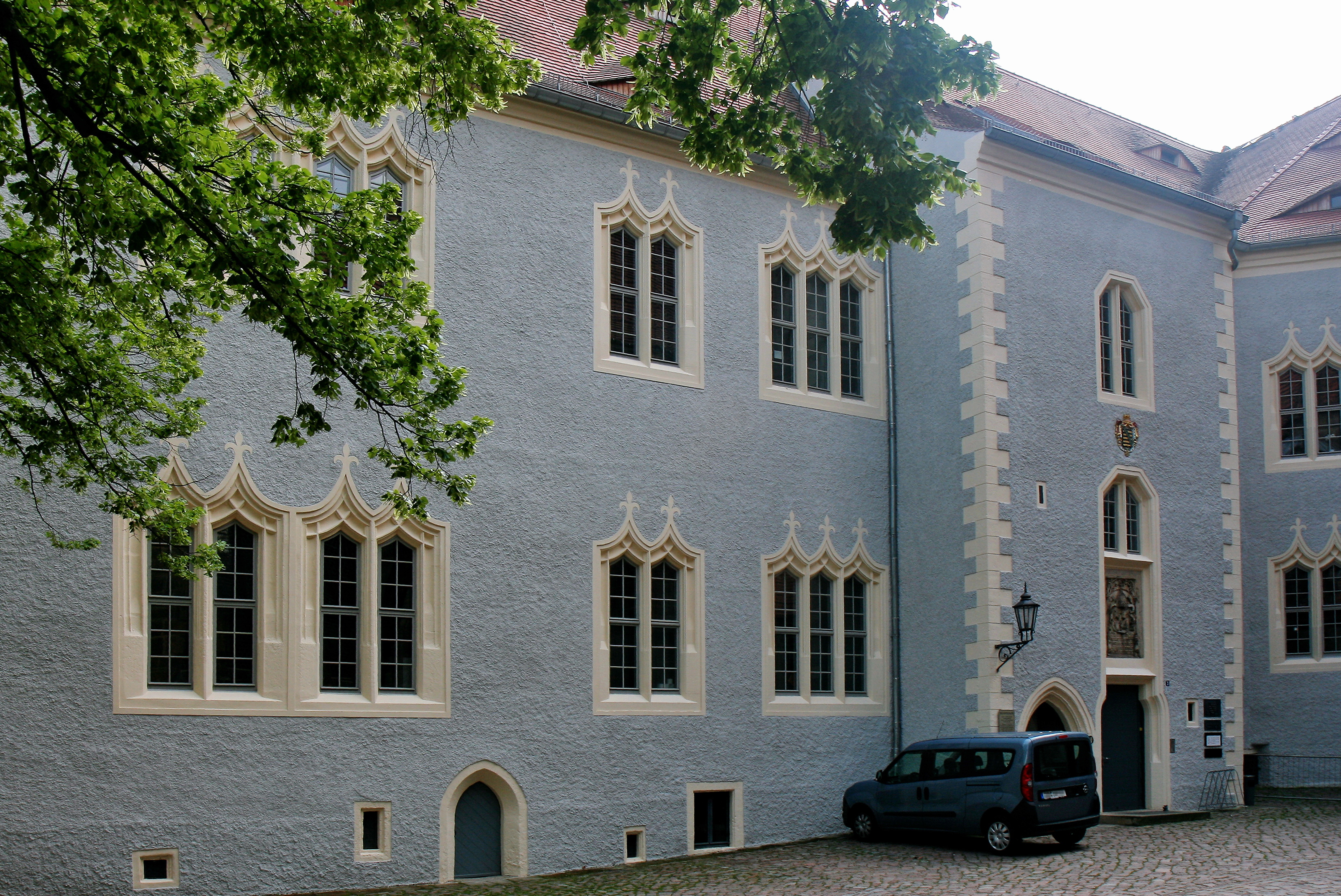
Eingangsbereich an der Nordseite des Gebäudes (2019)

Das Amtsgericht Meißen ist ein Gericht der ordentlichen Gerichtsbarkeit und eines von insgesamt 25 Amtsgerichten im Freistaat Sachsen.

## Gerichtssitz und -bezirk
Der Gerichtsbezirk des Amtsgerichts Meißen umfasst den südlichen Teil des Landkreises Meißen (§ 1 Abs. 4, Anlage Nr. 18 Sächsisches Justizgesetz). Das Gericht hat seinen Sitz im Bischofsschloss Meißen, Domplatz 3 (Altstadt). Eine Außenstelle befindet sich in Meißen, Neumarkt 19 (Triebischvorstadt). Dem Gericht unterstehen auch die im Gerichtsbezirk befindlichen Schiedsstellen mit ihren Friedensrichtern.

## Übergeordnete Gerichte
Dem Amtsgericht Meißen ist das Landgericht Dresden unmittelbar übergeordnet. Zuständiges Oberlandesgericht ist das Oberlandesgericht Dresden.

## Geschichte
In Meißen bestand bis 1879 das Gerichtsamt Meißen als Eingangsgericht. Im Rahmen der Reichsjustizgesetze wurden 1879 im Königreich Sachsen die Gerichtsämter aufgehoben und Amtsgerichte, darunter das Amtsgericht Meißen, geschaffen. Der Gerichtssprengel umfasste Meißen, Althirschstein mit Gosa, Bahra mit Böhla, Barnitz, Batzdorf, Bergwerk, Bockwen, Bohnitzsch mit Berghäusern, Boritz, Brockwitz, Canitz, Clieben, Cölln mit Gabel, Constappel, Coswig mit Spitzgrund, Deila, Diera, Dobritz, Fischergasse mit Klosterstraße, Vordere Drossel und Adams Weinberg (Hintere Drossel), Garsebach mit Niederarsebach, Gasern, Gauernitz mit Neugaueritz, Göhrisch, Görna, Görtitz (Gärtitz), Gohlis, Golk, Gröbern, Großdobritz, Großkagen, Gruben, Hartha bei Meißen, Heynitz mit Neuheynitz, Hintermauer, Hirschstein, Ickowitz, Jessen bei Meißen, Jesseritz, Käbschütz, Kaisitz, Kaschka, Keilbusch, Kettewitz mit Jokischberg, Kleinkagen, Kleinprausitz, Klosterhäuser, Kobitzsch, Kötitz mit grauer Presse, Korbitz, Kottewitz mit Berg vor Kottewitz (anteilig), Krögis, Leippen mit Lindigt, Lercha, Leutewitz bei Meißen, Löbsal, Löbschütz bei Meißen, Lösten, Löthain, Luga, Mauna, Mehren, Miltitz mit Zwuschwitz, Mischwitz, Mohlis mit Neumohlis, Naundörfel, Naundorf mit Hebelei und Wölkischhäuser, Naustadt, Neucoswig, Neudörfchen, Neuhirschstein, Niederau, Niederfähre, Niederjahna, Niederlommatzsch, Niedermeisa, Niedermuschütz, Niederspaar mit rothe Gasse, Niederstößwitz, Nieschütz, Nimtitz, Nößge mit Neumößge, Oberau mit Tunnelhäusern, Oberjahna, Oberlommatzsch, Obermeisa mit Krauswickel, Obermuschütz, Oberspaar mit den Fürstenbergen und Vetters Weinbergen, Ockrilla, Pauschütz, Pegenau, Pinkowitz, Piskowitz bei Taubenheim, Piskowitz bei Zehren, Planitz, Polenz (Nieder- und Ober-), Porschnitz, Priesa, Pröda bei Meißen, Proschwitz, Questenberg, Reichenbach, Reppina, Reppnitz, Riemsdorf, Robschütz mit Neurobschütz und Roitzschwiese, Roitzschen, Rottewitz mit Elbhäusern, Schänitz bei Krögis, Schänitz bei Riesa, Scharfenberg, Schieritz, Schletta, Schönnewitz, Seebschütz, Seeligstadt, Seilitz, Semmelsberg, Siebeneichen, Sieglitz bei Meißen, Sönitz, Sörnewitz mit Neusörnewitz, Soppen, Sornitz, Spittewitz, Stroischen, Taubenheim, Tronitz, Ullendorf, Vorbrücke mit Grünaue und Thonberg, Weinböhla mit Lauben, Weitzschen, Windorf, Winkwitz, Wölkisch, Wuhsen, Wunschwitz mit Neuwunschwitz, Zadel mit Kleinzadel, Raupenberg und Bei Zadel, Zaschendorf (Alt- und Neu-), Zehren mit Spitzhäusern, Ziegenhain, Zscheila und dem Kreyer Forstrevier. Das Amtsgericht Meißen war eines von 14 Amtsgerichten im Bezirk des Landgerichtes Dresden. Der Amtsgerichtsbezirk umfasste danach 42.917 Einwohner. Das Gericht hatte damals vier Richterstellen und war das drittgrößte Amtsgericht im Landgerichtsbezirk. Das Amtsgericht verfügte über eine Strafkammer und war Elbzollgericht.
Mit der Verordnung zur Änderung von Gerichtsbezirken im Lande Sachsen vom 5. Mai 1951 wurden die Gerichtsbezirke in der DDR an die Landkreise angepasst. Der Sprengel des Amtsgerichts Meißen war damit der Kreis Meißen. Mit der Verwaltungsreform von 1952 wurde das Amtsgericht Annaberg aufgehoben. An seiner Stelle entstand das Kreisgericht Meißen. Gerichtssprengel blieb der Kreis Meißen. Nach dem Zusammenbruch der DDR wurde das Amtsgericht Meißen 1992 wiedererrichtet.